# Dizzee Rascal
Dizzee Rascal (* 18. září 1984, Bow, Londýn) je britský rapper, skladatel a hudební producent s nigerijskými kořeny. K jeho hudebního repertoáru patří rap, grime, ragga hudba a UK garage. V roce 2003 vyhrál Mercury Prize za své debutové album Boy in da Corner. I jeho další alba byla posluchači přijímána vcelku pozitivně.
Jeho přezdívku rascal (rošták) vymyslel jeho středoškolský učitel.
V jednom rozhovoru se svěřil s tím, že ve svém mládí okrádal poslíčky s pizzou, pral se s učiteli a také kradl auta.

## Diskografie
Studiová alba
- Boy in da Corner (2003)
- Showtime (2004)
- Maths + English (2007)
- Tongue N' Cheek (2009)
- The Fifth (2013)
- Raskit (2017)
- E3 AF (2020)

Singly
- 2004: „Stand Up Tall“ (UK #10)
- 2008: „Dance Wiv Me“ (UK #1)[5]
- 2009: „Bonkers“ (UK #1)[6]